# Bördleingrube
Die sogenannte Bördleingrube ist ein etwa 17 Hektar großer Baggersee mit Verbindung zum Main im Südwesten des Volkacher Gemeindeteils Astheim im unterfränkischen Landkreis Kitzingen.

## Geografische Lage
Die Bördleingrube liegt im Südwesten der Gemarkung des Volkacher Gemeindeteils Astheim im unterfränkischen Landkreis Kitzingen. Der See erstreckt sich auf dem rechten Mainufer und erhebt sich nördlich des sogenannten Altmains, von dem weiter im Westen der Mainkanal zwischen Volkach und Gerlachshausen abzweigt. Nördlich des Sees wurde die Ortsverbindungsstraße zwischen Astheim und Escherndorf angelegt, die heutige Kreisstraße KT 31. Der See ist umgeben von größeren Streuobstflächen. 

## Geschichte
Die Bördleingrube wurde um 1957 angelegt. Zuvor waren an der Stelle, dem Flurstück „Die Lüring“, Feldstreifen zu finden. Ursprünglich entstand der See zur Sandgewinnung für ein südlich der Volkacher Mainbrücke errichtetes Betonwerk. Dieses wurde von der Gerolzhöfer Firma Georg Bördlein betrieben, die dem See auch den Namen gab. Zunächst war die Sandentnahme an dieser Stelle lediglich bis zum Jahr 1966 geplant, in der Folge verlängerte man allerdings die Genehmigung. Um 1983 war der See bereits stark angewachsen, ein Zugang zum Main bestand jedoch zu diesem Zeitpunkt noch nicht.
Nach der Auflösung der Firma Bördlein übernahm im Jahr 1984 die Kitzinger Firma Lenz-Ziegler-Reifenscheid (LZR) die Anlage. Zunächst mussten die Bauten und technischen Geräte erneuert werden. Die Firma LZR richtete ab 1985 hier eine Sand- und Kies-Waschanlage ein. Auf dem Gelände wurde im Jahr 1990 zudem eine mobile Aufbereitungsanlage errichtet. Im Jahr 1995 bestanden zwei kleine Seen auf dem Gebiet der Bördleingrube. 2011 erhielt die Firma die Genehmigung den Ausbau weiter voranzutreiben. Die Bördleingrube ist mit ihren 17 Hektar einer der größeren Baggerseen an der Mainschleife. Der See ist zum Teil unter Naturschutz gestellt, wird allerdings gleichzeitig in anderen Bereichen auch als Badesee genutzt.

## Flora und Fauna
Die Bördleingrube liegt in einem Gebiet das von Schutzgebieten nahezu aller Schutzkategorien durchsetzt ist. Die gesamte Fläche ist Teil des Landschaftsschutzgebietes Volkacher Mainschleife, der größten Flussmäanderlandschaft in Bayern. Viele Biotope mit den charakteristischen Schilfröhrichten und Auwäldern entlang des Mains grenzen an die Ufer des Sees. Die südlichen Teile der Bördleingrube sind daneben als Fauna-Flora-Habitat Mainaue zwischen Grafenrheinfeld und Kitzingen unter Schutz gestellt. Ebenfalls ragt im Süden das Naturschutzgebiet Alter Main bei Volkach in den See.  
Besondere Bedeutung für die am See heimische Fauna ist allerdings die Lage am Rande des Vogelschutzgebietes Maintal zwischen Schweinfurt und Dettelbach. Die Bördleingrube wird vom Eisvogel (Alcedo atthis) als Jagdquartier genutzt. Als Fangsitz dient ihm der im See befindliche Schwimmbagger. Die sandigen Steilwände, die von der Sandgewinnung ausgenommen sind, werden von Uferschwalben (Riparia riparia) als Nistplatz angeflogen. Das Absetzbecken ist Rückzugsort von Blaukehlchen (Luscinia svecica). Unter der Aufbereitungsanlage nisten Turmfalken (Falco tinnunculus). Der Flussregenpfeifer (Charadrius dubius) kommt ebenfalls am See vor. In Zusammenarbeit mit dem Landesbund für Vogelschutz wurde 2015 ein Amphibienbecken angelegt.